# Еквадорсько-колумбійська війна
Еквадорсько-колумбійська війна також знана як війна Каука (ісп. Guerra del Cauca) — військовий конфлікт 1863 року між Сполученими Штатами Колумбії (сучасні Колумбія та Панама) й Еквадором.

## Передумови
Перебуваючи під владою Іспанської імперії, Колумбія й Еквадор були частинами віцекоролівства Нова Гранада, а після здобуття незалежності вони існували разом у складі Великої Колумбії (1819-1831). Прикордонні суперечки, що регулярно виникали через нечіткість кордонів, установлених ще за часів іспанського володарювання, вкупі зі спробами відновлення Великої Колумбії створювали напруженість у відносинах між двома країнами. 1861 року президентом Еквадору став консерватор Габріель Гарсія Морено, який невдовзі вирішив, спираючись на римо-католицьку церкву, об'єднати свою країну, яку роздирали класові, регіональні та мовні розбіжності. Такі дії накаляли політичну обставу в країні, оскільки місцеві ліберали вбачали в церкві загрозу для соціального та політичного прогресу.
Колумбійський ліберальний президент Томас Сіпріано де Москера сприяв еквадорським лібералам в їхніх спробах повалити Гарсію Морено. 1863 року він, замисливши відтворення Великої Колумбії, запросив на кордон двох країн Гарсію Морено для зустрічі й обговорення деталей такої пропозиції. Коли Морено так і не прибув, Москера перекинув свою армію до кордонів, змусивши Морено відрядити назустріч колумбійцям 6-тисячну армію під командуванням генерала Хуана Хосе Флореса, колишнього першого президента Еквадору.

## Перебіг бойових дій
Флорес перетнув кордон і 6 грудня 1863 року в битві при Куаспаді зустрівся з 4-тисячним загоном колумбійців під проводом Москери, який ущент розбив еквадорців, які втратили півтори тисячі вбитими та дві тисячі пораненими чи взятими в полон. Після того Москера вдерся на територію Еквадору та, не зустрівши жодного спротиву, сягнув міста Ібарра. Тим не менше, обидві сторони погодились на перемир'я. 

## Наслідки
Відповідно до підписаної 30 грудня 1863 року мирної угоди обидві країни повертались до довоєнного стану, зберігши статус-кво.